# 독신 귀족
《독신 귀족》(일본어: 独身貴族)은 2013년 10월 10일부터 12월 19일까지 후지 TV 목요극장 시간대(매주 목요일 22:00 ~ 22:54, JST)에 방송된 일본의 텔레비전 드라마이다.

## 캐스트

### 키네마 에투알
호시노 마모루 - 쿠사나기 츠요시 (SMAP)
영화 프로듀서 겸 사장.
하루노 유키 - 키타가와 케이코
계약직 사원. 각본가 지망.
호시노 스스무 - 이토 히데아키
전무.
카와고에 유타 - 후지가야 타이스케 (Kis-My-Ft2)
라인 프로듀서.
오가타 스미카 - 렌부츠 미사코
마모루의 비서.
호시노 아키코 - 데뷔 스카르노
오너.

### 그 외
겐오조노 레이코 - 히라이와 카미
마모루의 맞선 상대. 배급 회사 〈일본 영화〉 회장의 따님.
오바라 사오리 - 니시하라 아키
〈리틀 메이드〉 하우스키퍼.
코바야시 마사시 - 사사이 에이스케
스스무의 아내 쪽 대리인 변호사.
미즈시마 코이치 - 카지하라 젠
배급 회사 〈일본 영화〉 부장.

### 게스트

#### 제1화
타카쿠라 유지 - 츠가와 마사히코
10년 만에 시나리오를 집필하는 각본가.
호시노 와타리 - 시나가와 토오루 (제2 ~ 3화)
마모루·스스무의 아버지. 고인.
하루노 사치 - 이치게 요시에 (최종화)
유키의 어머니.

#### 제2화
칸자키 키요미 - 타카오카 사키
영화 《紡ぎ月》 주연 여배우.

#### 제3화
카미노 사쿠라코 - 오이카와 나오
스스무가 교제하고 있는 여성 중 1명. 객실 승무원.

#### 제4화
오노데라 슈사쿠 - 사이키 시게루
여자에게 지분거리는 버릇이 나쁜 저명한 각본가.
타카사고 켄이치 - 하루미 시호
키네마 에투알이 제작한 영화 《태양의 식당》에 협력한 전일본 농업 조합 북관동 지부조 합원.
쿠니하라 타모츠 - 니시야마 사토시
키네마 에투알이 제작한 영화 《태양의 식당》에 협력한 전일본 농업 조합 북관동 지부조 합원.

#### 제7화
본인 - 야마시타 토모히사 (최종화)
일본 영화·키네마 에투알 공동 제작, 호시노 마모루 프로듀스, 하루노 유키 각본의 《8월의 볼레로》의 주연 배우로 반 내정된다.

#### 제8화
야나카 케이조 - 츠루타 시노부
야나카 리조트 회장.
주키니 - 소에지마 준
야나카 리조트 회장 친구인 영상 크리에이터.
겐오조노 - 우메노 야스키요 (제9 ~ 최종화)
〈일본 영화〉 회장. 레이코의 아버지.

#### 그 외
제1화 - 이즈미 모토야
제1화 - 아오이 소라
제2 ~ 3화 - IKKO
제3화 - 카토 아야코
제4화 - 후카자와 아츠시, 아베 료헤이
제10화 - 미야마 카렌
최종화 - 이카 하치로

## 스태프
- 각본 - 사토 시마코
- 음악 - 스미토모 노리히토
- 연출 - 타케우치 히데키, 히라노 신, 미야키 쇼고, 洞功二
- 프로듀스 - 마키노 타다시, 쿠사가야 다이스케
- 라인 프로듀스 - 타케다 히로코
- 제작 저작 - 후지 TV

## 주제가
- SMAP 〈샤레오츠〉 (빅터 엔터테인먼트)

## 방송 일자
| 각 화                                                       | 방송일           | 부제                                                      | 연출            | 시청률 |
| ----------------------------------------------------------- | ---------------- | --------------------------------------------------------- | --------------- | ------ |
| 제1화                                                       | 2013년 10월 10일 | 왜 내가 결혼하지 않는 것인가? 그 이유를 알려드리겠습니다… | 타케우치 히데키 | 12.6%  |
| 제2화                                                       | 2013년 10월 17일 | 하룻밤만의 신데렐라!! 사랑에 빠진 독신 귀족               | 타케우치 히데키 | 11.3%  |
| 제3화                                                       | 2013년 10월 24일 | 독신 귀족에게 종지부!? 줄어가는 두 사람의 거리            | 히라노 신       | 11.6%  |
| 제4화                                                       | 2013년 10월 31일 | 마음을 빼앗긴 밤…호텔에 둘만이                            | 미야키 쇼고     | 10.6%  |
| 제5화                                                       | 2013년 11월 7일  | 이제 사랑 따윈 하지 않는다고 결심한 밤…                   | 히라노 신       | 12.7%  |
| 제6화                                                       | 2013년 11월 14일 | 움직이기 시작한 사랑…난 결혼합니다.                       | 미야키 쇼고     | 10.1%  |
| 제7화                                                       | 2013년 11월 21일 | 눈물의 프러포즈                                           | 히라노 신       | 10.4%  |
| 제8화                                                       | 2013년 11월 28일 | 내가 그녀에게 할 수 있는 일…최후의 선택                   | 타케우치 히데키 | 11.1%  |
| 제9화                                                       | 2013년 12월 5일  | 이제 돌아갈 수 없어…아픈 사랑의 상처 자국                 | 洞功二          | 12.1%  |
| 제10화                                                      | 2013년 12월 12일 | 안녕…각각의 선택                                          | 히라노 신       | 12.9%  |
| 제11화                                                      | 2013년 12월 19일 | 사랑의 결말                                               | 타케우치 히데키 | 9.6%   |
| 평균 시청률 11.4% (시청률은 간토 지구·비디오 리서치사 조사) |                  |                                                           |                 |        |

- 첫회는 15분 확대 (22:00 ~ 23:09).